# Aijā

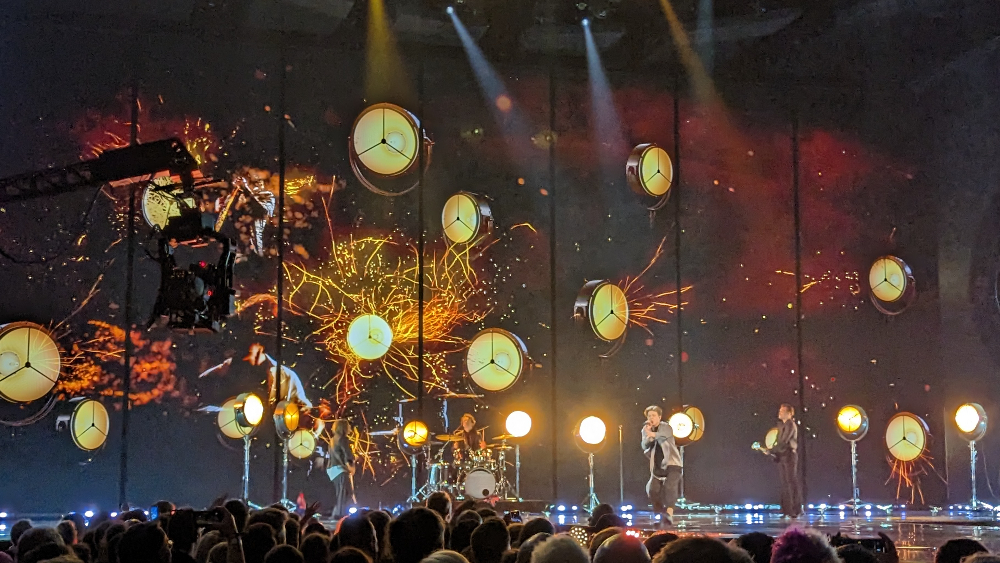
Sudden Lights mit dem Lied "Aijā" auf der Bühne bei der Generalprobe des ersten Halbfinales des Eurovision Song Contest 2023.

Aijā ist ein Lied der lettischen Indie-Rock-Band Sudden Lights. Mit dem Titel vertrat sie Lettland beim Eurovision Song Contest 2023 in Liverpool.

## Hintergrund
Der Song in Englisch und Lettisch wurde von Andrejs Reinis Zitmanis, Kārlis Matīss Zitmanis, Kārlis Vārtiņš und Mārtiņš Matīss Zemītis geschrieben. Es handelt sich um einen Pop-Rock-Song mit Alternative-Rock-, aber auch Folk-Rock-Einflüssen, der eine melancholische Note aufweist. In den Strophen wird mit einem Beatpad gearbeitet, aber auch mit E-Gitarren. Im Refrain treten das Schlagzeug und intensivere Gitarren hinzu. Aijā bedeutet so viel wie „Pssst“, der Song ist als Schlaflied für die Welt gedacht, der etwas Trost in schwierigen Zeiten spenden soll, aber auch dazu einlädt, nicht gleichgültig zu bleiben.
Der Song wurde am 27. Januar 2023 veröffentlicht. Sudden Lights gewann damit den lettischen Vorentscheid Supernova 2023.

## Beim Eurovision Song Contest
Lettland nahm mit dem Titel am 67. Eurovision Song Contest teil, der vom 9. bis 13. Mai 2023 stattfand. Aijā wurde dem ersten Halbfinale zugelost und startete dort an vierter Stelle der 15 Teilnehmer. Mit 34 Punkten und einem 11. Platz verpasste der Titel jedoch knapp den Einzug ins Finale des Wettbewerbs.